# Liste der Mitglieder des liechtensteinischen Landtags (Feb 1953)
Diese Liste führt die Mitglieder des Landtags des Fürstentums Liechtenstein auf, der aus den Wahlen am 6. Februar 1953 hervorging. Der Landtag hielt nur wenige Wochen und wurde nach Differenzen zwischen den beiden Regierungsparteien, die dazu führten, dass der Landtag seine Beschlussfähigkeit verlor, aufgelöst. An dieser Wahl nahm erstmals nach Einführung der Proporzwahl eine dritte Partei teil. Die Unselbständig Erwerbenden und Kleinbauern blieben aber unter der 18-Prozent-Hürde und wurde bei der Verteilung der Mandate nicht berücksichtigt.

## Zusammensetzung
Von 3333 Wahlberechtigten nahmen 3025 Personen an der Wahl teil (90,8 %). Von den abgegebenen Stimmen waren 2892 gültig. Die Stimmen und Mandate verteilten sich in den beiden Wahlkreisen – Oberland und Unterland – wie folgt:
| Partei                                    | Stimmen  | Stimmen   | Stimmen   | Stimmen       | Sitze    | Sitze     | Sitze     |
| ----------------------------------------- | -------- | --------- | --------- | ------------- | -------- | --------- | --------- |
| Partei                                    | Oberland | Unterland | insgesamt | Stimmenanteil | Oberland | Unterland | insgesamt |
| Fortschrittliche Bürgerpartei (FBP)       | 849      | 609       | 1458      | 50,45 %       | 4        | 4         | 8         |
| Vaterländische Union (VU)                 | 867      | 362       | 1229      | 42,60 %       | 5        | 2         | 7         |
| Unselbständig Erwerbenden und Kleinbauern | 198      | 0         | 198       | 6,86 %        | 0        | 0         | 0         |

## Liste der Mitglieder
| Name                 | Fraktion | Wahlkreis | Stimmen | Bemerkung         |
| -------------------- | -------- | --------- | ------- | ----------------- |
| Ivo Beck             | VU       | Oberland  | 848     |                   |
| Wendelin Beck        | VU       | Oberland  | 874     |                   |
| Fidel Brunhart       | FBP      | Oberland  | 832     |                   |
| Ernst Andreas Büchel | FBP      | Unterland | 574     |                   |
| Josef Büchel         | VU       | Oberland  | 832     |                   |
| Oswald Bühler        | FBP      | Unterland | 572     |                   |
| Johann Georg Hasler  | VU       | Unterland | 401     |                   |
| Alois Hassler        | VU       | Unterland | 422     |                   |
| Franz Kind           | FBP      | Unterland | 509     |                   |
| Alois Ospelt         | VU       | Oberland  | 831     |                   |
| Ernst Risch          | FBP      | Oberland  | 828     |                   |
| Martin Risch         | FBP      | Oberland  | 843     |                   |
| Alois Ritter         | VU       | Oberland  | 919     |                   |
| Eugen Schädler       | FBP      | Unterland | 583     |                   |
| David Strub          | FBP      | Oberland  | 801     | Landtagspräsident |

## Liste der Stellvertreter
| Name                | Fraktion | Wahlkreis | Anmerkung | Bemerkung |
| ------------------- | -------- | --------- | --------- | --------- |
| Karl Goop           | FBP      | Unterland | 465       |           |
| Josef Kind          | VU       | Unterland | 338       |           |
| Ludwig Marock       | VU       | Unterland | 338       |           |
| Rudolf Marxer       | FBP      | Unterland | 463       |           |
| Engelbert Schädler  | FBP      | Oberland  | 799       |           |
| Franz Josef Schurte | FBP      | Oberland  | 783       |           |
| Andreas Vogt        | VU       | Oberland  | 808       |           |
| Johann Wachter      | VU       | Oberland  | 827       |           |